# Bisphosphonate
Les bisphosphonates, ou diphosphonates, sont des molécules indiquées dans le traitement de l’ostéoporose, de la maladie osseuse de Paget et dans certains cas de métastases osseuses ou de myélome multiple.

## Historique
Les premières synthèses des bisphosphonates remontent aux années 1800 mais c'est seulement depuis vers 1965 qu'ils sont réellement utilisés dans les traitements. Même l'étidronate, le premier bisphosphonate à être utilisé chez l'homme, a été synthétisé il y a plus de 100 ans.

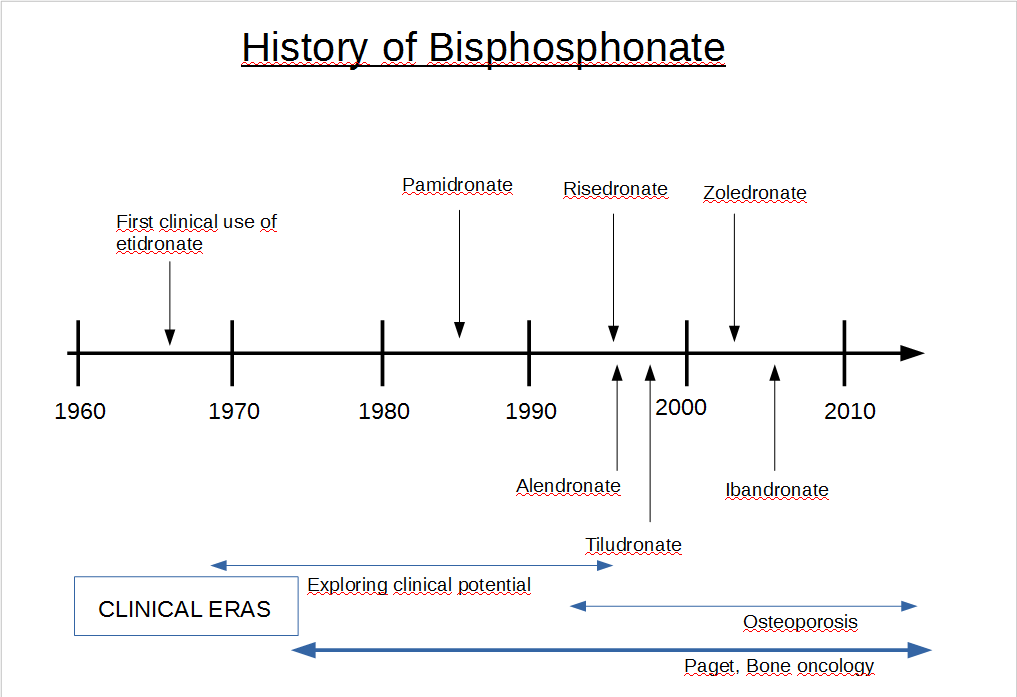
Histoire des bisphosphonates

Les premiers bisphosphonates ont principalement été utilisés comme inhibiteurs de corrosion, mais aussi comme agents complexants dans les industries du textile, des engrais et du pétrole, ainsi que pour de nombreux autres processus industriels.
La découverte des effets biologiques des bisphosphonates fut publiée dans les études sur les mécanismes de calcification et le rôle de pyrosphophate.
Lors des premières utilisations cliniques, les bisphosphonates ont été utilisés en tant qu'inhibiteurs de la calcification. Ils étaient également utilisés comme agents d'imagerie osseuse.

## Mode d'action
Les bisphosphonates, contenant un groupe azote (toutes sauf l'étidronate), inhibent l'enzyme farnésyl-pyrophosphate synthase des ostéoclastes, indispensable à leur fonction. La fonction ostéoclastique est diminuée, avec une baisse de la résorption osseuse.
Les molécules de bisphosphonate simulent, par leurs formes, la molécule de pyrophosphate qui se trouve dans l'os. Cependant, à la différence du pyrophosphate, elles ne sont que très difficilement résorbées par les ostéoclastes, cellules qui habituellement résorbent l'os ancien pendant que les ostéoblastes en fabriquent du nouveau.

## Pharmacodynamique
La biodisponibilité (taux d’absorption) est faible, et diminuée par l'alimentation et un certain nombre d'ions. De ce fait, les bisphosphonates doivent impérativement se prendre à jeun, et le patient ne doit rien absorber pendant 30 à 60 minutes après la prise du bisphosphonate.
Les formes intraveineuses permettent l'administration une fois par an.
Dans les formes orales, pour éviter les irritations de l'œsophage, le patient doit rester en position verticale (assis ou debout) jusqu'à ce qu'il ait mangé.

## Indications
Ils diminuent le risque de fractures dues à la déminéralisation osseuse secondaire à la ménopause. Ils sont donnés également en prévention de l'ostéoporose due à l'administration prolongée de corticoïdes.
Les bisphosphonates sont le traitement de prédilection pour l’hypercalcémie paranéoplasique (tumorale) car ils inhibent la résorption osseuse pathologique.
La résorption osseuse, accélérée dans l'ostéogenèse imparfaite, est ralentie par les bisphosphonates.

## Les différents bisphosphonates
| Substance active                  | Nom commercial                       | Administration       | Indication                                      | Puissance   |
| --------------------------------- | ------------------------------------ | -------------------- | ----------------------------------------------- | ----------- |
| Étidronate ou acide étidronique   | Didronel, Osteodidronel              | orale                | Ostéoporose                                     | 1           |
| Clodronate ou acide clodronique   | Bonefos, Clastoban, Lytos            | orale ou parentérale | Onco-hématologie                                | 10          |
| Tiludronate ou acide tiludronique | Skelid                               | orale                | Maladie de Paget                                | 10          |
| Pamidronate ou acide pamidronique | Aredia, Ostepam, Pamidrin, Paminject | parentérale          | Onco-hématologie, Maladie de Paget              | 100         |
| Alendronate ou acide alendronique | Fosamax, Fosavance, Adrovance        | orale                | Ostéoporose                                     | 1 000       |
| Risédronate ou acide risédronique | Actonel                              | orale                | Onco-hématologie, Maladie de Paget, Ostéoporose | 1 000-5 000 |
| Ibandronate ou acide ibandronique | Bondronat, Bonviva                   | orale ou parentérale | Onco-hématologie, Maladie de Paget, Ostéoporose | 10 000      |
| Zolédronate ou acide zolédronique | Zometa, Aclasta                      | parentérale          | Onco-hématologie, Maladie de Paget, Ostéoporose | 15 000      |

L'étidronate ne contient pas de groupe azote et le niveau de preuve de son efficacité est moindre que pour les autres molécules. Le clodronate et le tiludronate ne sont pas azotés non plus.

## Efficacité
Ils diminuent le risque de fractures chez la femme ménopausée. Il n'existe cependant pas d'études comparant l'efficacité des différents bisphosphonates.
Ils diminuent également les calcifications artérielles mais sans effet démontré sur le risque de survenue d'accidents cardio-vasculaires.
Un effet antitumoral a été suspecté mais pas confirmé.
La durée du traitement est comprise entre 3 et 5 ans.

## Effets secondaires
Les effets secondaires les plus courants sont d'ordre digestifs, irritation gastrique et œsophagienne, affectant 7 % des patients, sans formes sévères.
L'administration intraveineuse peut conduire à une réaction inflammatoire durant quelques jours (fièvre, douleurs musculaire...).
En cas de déficit en vitamine D, une hypocalcémie transitoire peut être constatée.
Il peut exister une augmentation modérée et transitoire de la créatinine, ce qui en fait une contre-indication théorique en cas d'insuffisance rénale sévère. Toutefois, la sécurité de cette classe de médicament n'est pas bien établie en cas d'atteinte rénale non sévère.
D'autres effets secondaires comprennent :
- des inflammations et lésions oculaires[14] ;
- des douleurs osseuses ;
- une ulcérations sur les gencives ;
- une nécrose des os maxillaires ou mandibulaire : assez fréquente lors de la prescription de bisphosphonates à hautes doses dans le cadre des traitements des cancers[15], cette complication est exceptionnelle aux petites doses utilisées dans l'ostéoporose[16].
- une ostéopétrose ;
- une fibrillation auriculaire, notamment avec l'acide zolédronique[12] ;
- une phlébite en cas d'injection[17].

Un effet secondaire paradoxal serait la survenue de fracture spontanée de la diaphyse du fémur. Cela pourrait être dû à une inhibition du remodelage osseux pouvant fragiliser l'os. Ce risque est cependant extrêmement faible et la responsabilité des bisphosphonates reste discutée. Pour l'AFSSAPS, des douleurs, une faiblesse ou une gêne ressenties dans la cuisse ou la hanche pendant le traitement sont des motifs de consultation immédiate.